# Португалия на «Евровидении-1999»
Португалия приняла участие в сорок четвёртом выпуске телевизионного конкурса Евровидение-1999, состоявшегося 29 мая в Иерусалиме, Израиль. Страну представлял Руй Бандейра с песней Como tudo começou. По итогам голосования он занял 21-е место, набрав только 12 очков. Из-за плохого результата Португалия вылетела из списка участников Евровидение-2000, став «пассивным участником». Поэтому, она вернулась на Евровидение-2001. Конкурс был показан на каналах РТП 1 и РТП Интернасьонал с комментариями Руя Унаша. Глашатаем выступал Мануэл Луиш Гуша.
Первоначально страну должны были не допустить до участия, поскольку Португалия имела низкий средний балл за предыдущие пять конкурсов (41,2). Однако заявленная в списке стран-участниц конкурса 1999 года Латвия 15 ноября 1998 года объявила о своём отказе по финансовым причинам. Тогда Европейский вещательный союз предложил Венгрии, как стране с высоким средним баллом, продолжить участие, но и здесь получил отказ. В итоге вакантное место было предложено Португалии, и вещатель Радио и телевидение Португалии согласился.
Каждый год участия Португалии на Евровидение Радио и телевидение Португалии организовывает Фестиваль Песни (Festival da Canção). Тридцать шестой выпуск Festival da Canção прошёл 8 марта 1999 года в павильоне Атлантико в Лиссабоне. Ведущими были журналист Мануэл Луиш Гуша и актриса Алехандра Ленкастре. Всего было представлено 8 песен, а победитель был определён голосами 11 региональных жюри. Победителем стал Руй Бандейра с песней Como tudo começou.
| Порядок выступления | Исполнитель     | Название песни       | Автор(ы)                                | Очки | Место |
| ------------------- | --------------- | -------------------- | --------------------------------------- | ---- | ----- |
| 1                   | Tempo           | Uma parte de mim     | Самуэл Лопеш                            | 51   | 5     |
| 2                   | Лилиана Пинейру | Eu, tu e nós         | То Санчеш, Лилиана Пинейру, Руй Багулью | 32   | 7     |
| 3                   | Франсишку Сейя  | Romanzeira           | Франсишку Сейя                          | 21   | 8     |
| 4                   | Руй Бандейра    | Como tudo começou    | То Андраде, Хорхе ду Карму              | 90   | 1     |
| 5                   | София Фроеш     | Menina alegria       | Фирмино Мендеш, Жозе Сарменту           | 72   | 2     |
| 6                   | Селия Оливейра  | Ser o que sou        | Селия Оливейра, Антониу Жозе Герра      | 64   | 3     |
| 7                   | То Леал         | Sete anos, sete dias | Жозе Фанья, Эдуарду Паэш Мамеде         | 44   | 6     |
| 8                   | Филипа Лоуренсу | No cais da solidão   | Карлуш Суареш, Саймон Водсворт          | 57   | 4     |

По правилам конкурса Евровидение-1999, список стран-участниц состоит из страны-победительницы прошлого выпуска, 17 стран с высоким средним баллом за предыдущие пять конкурсов и тех стран, кто не участвовал в Евровидение-1998, но транслировал его. Поскольку Португалия была следующей за отказавшейся Венгрией страной с высоким средним баллом (41,2), то ей было позволено принять участие. Руй Бандейра выступал под номером 16, между Швецией и Ирландией. По итогам голосования он занял 21-е место, набрав только 12 очков, причём все они поступили от Франции. Из-за плохого результата Португалии пришлось пропустить Евровидение-2000, и она вернулась в 2001 году. 12 очков португальские телезрители присудили Германии.